# برونو فيرينش ستروب
برونو فيرينش ستروب (بالمجرية: Straub Ferenc Brunó)‏ (و. 1914 – 1996 م) هو سياسي، وأستاذ جامعي من المجر . ولد في أوراديا . وكان عضواً في الأكاديمية الهنغارية للعلوم، والأكاديمية الملكية السويدية للعلوم .
توفي في بودابست، عن عمر يناهز 82 عاماً.

## مناصب
تولى منصب President of Hungary (28 يونيو 1988–23 أكتوبر 1989)، وعضو الجمعية الوطنية المجرية .

## جوائز
حصل على جوائز منها:
- جائزة كوشوت [الإنجليزية]‏
- نيشان الاستحقاق المجري من رتبة قائد بنجمة.

## روابط خارجية
- برونو فيرينش ستروب على موقع مونزينجر (الألمانية)